# Northwave
Northwave è un'azienda italiana produttrice di attrezzatura da snowboard e ciclismo. Northwave è stata fondata nel 1991 da Gianni Piva a Montebelluna (Treviso), in Italia ed è di proprietà della famiglia Piva.

## Scarpe e scarponi
L'azienda ha iniziato come calzaturificio all'inizio degli anni '80, quando produceva scarpe per altre aziende. Poi, alla fine degli anni '80, quando lo snowboard iniziò a prendere forma, Piva iniziò a produrre scarponi per altre aziende. Dopo aver svolto un'ampia attività di ricerca e sviluppo, ha iniziato a sviluppare il proprio marchio di scarponi.

## Acquisizioni

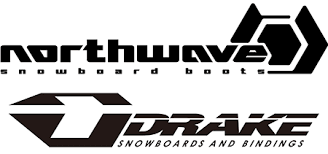
Logo di Northwave boots e Drake Snowboard

Piva ha acquisito il nome dell'azienda, Northwave, da una società di windsurf a Hood River, Oregon, Stati Uniti.
Nel 1991 Northwave ha lanciato la propria linea di scarponi da snowboard. A metà degli anni '90 Northwave ha acquisito gli attacchi Drake, che era una società già affermata. Gli attacchi Drake erano molto ben progettati e di qualità, ma avevano una scarsa distribuzione. A metà del 1997 gli attacchi Drake sono diventati parte di Northwave ma hanno mantenuto il nome originario del marchio.
Nel 1998 gli accessori per snowboard Bakoda Design Logic sono stati aggiunti alla società. Bakoda era stato originariamente avviato nei primi anni '90 dai fratelli Royes, successivamente Northwave ha acquisito l'azienda, lasciando il marchio con il suo nome originariamente stabilito.

## Snowboard e scarpe da ciclismo

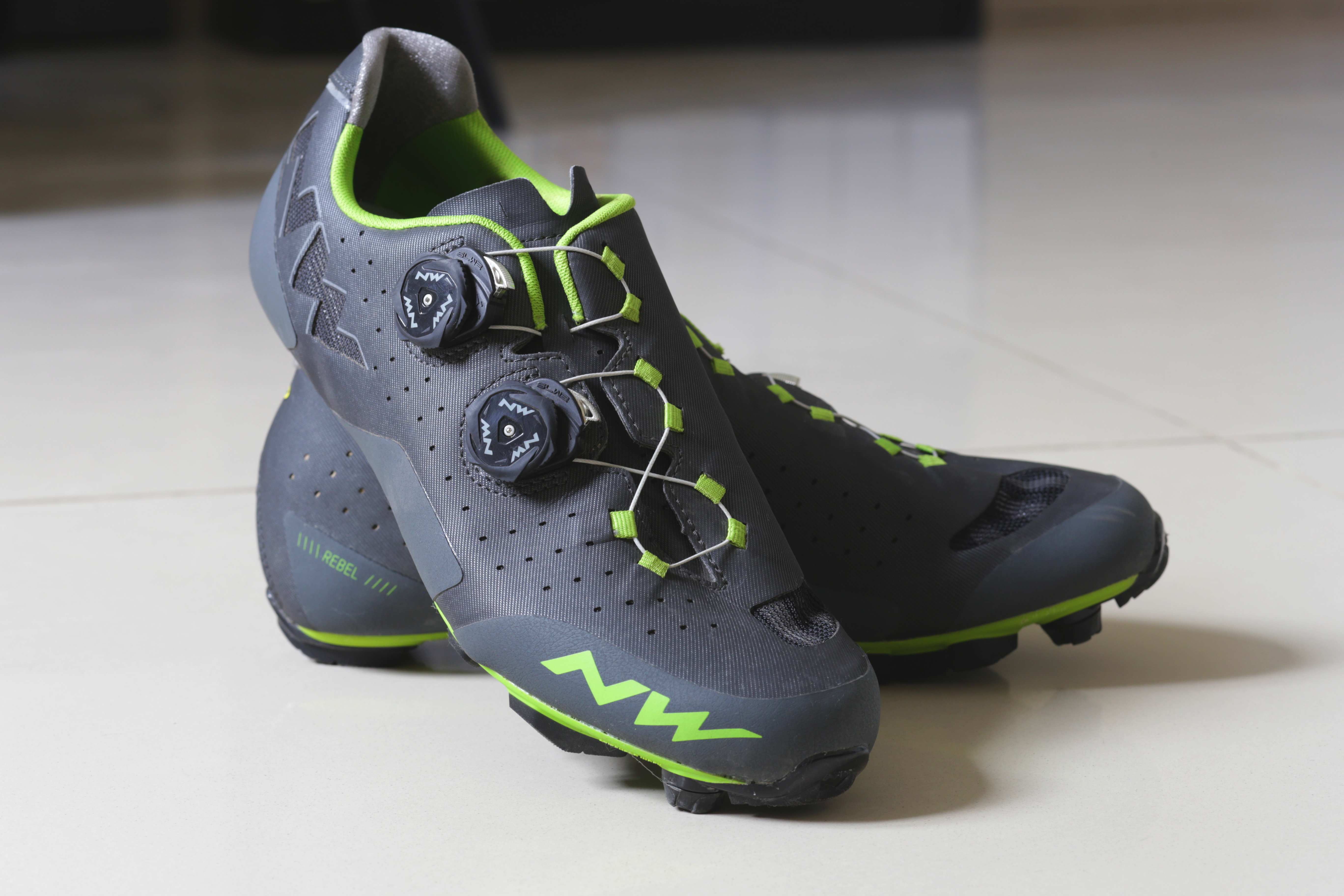
Scarpe Northwave Rebel MTB 2018

Gianni Piva voleva aggiungere le tavole da snowboard alla sua azienda da molti anni e, dopo oltre 10 anni di esperienza nel settore, Northwave ha avviato Venue snowboards per poi essere inglobato nel marchio Drake.
A causa del così alto successo nel settore degli sport d'azione, Piva ha deciso di sviluppare scarpe da ciclismo e nel 1993 le scarpe da ciclismo Northwave sono entrate in produzione. In seguito venne sviluppato anche il settore dell'abbigliamento e degli accessori da ciclismo, Northwave si affermò dunque nel mercato internazionale.